# Cyrtomaia maccullochi
Cyrtomaia maccullochi is een krabbensoort uit de familie van de Inachidae. De wetenschappelijke naam van de soort is voor het eerst geldig gepubliceerd in 1918 door Rathbun.